# 新園里 (堡里)
新園里，是台灣南部自清治時期至日治初期的一個行政區劃，其範圍即今屏東縣的新園鄉。
新園里北邊及東北邊為港西下里，東邊為港東上里，東南邊為港東中里，西南邊瀕臨台灣海峽，西邊為小竹下里。

## 管轄街庄
新園里共轄6個庄：
- 今新園鄉境內：新園庄、五房洲庄、烏龍庄、仙公廟庄、田洋仔庄、瓦磘仔庄